# NN-137
La carretera NN‑137 es una vía departamental secundaria que recorre el departamento de Chontales. Esta ruta conecta el municipio de Cuapa con El Coral, mejorando el acceso entre comunidades del centro-sur de Nicaragua.

## Trazado y cruces
| km   | Localidad / Punto | Departamento | Conexión / Ruta |
| ---- | ----------------- | ------------ | --------------- |
| 0,0  | Cuapa             | Chontales    | NN 136          |
| 6,0  | El Capulín        | Chontales    | Camino rural    |
| 13,5 | El Coral          | Chontales    | Calle local     |

## Coordenadas
Uno de los tramos de la NN‑137 puede ser encontrado en las coordenadas: 11°22′13″N 84°06′01″O / 11.3702, -84.1003